# Čančachovanská Alazani
Čančachovanská Alazani (gruzínsky ჭანჭახოვანისწყალი, Čančachovanisckali), též Chiská Alazani (gruzínsky ხისოს ალაზანი, Chisos Alazani), je řeka v Gruzii, v historické oblasti Tušetie, okres Achmeta. Je 20 km dlouhá, povodí má rozlohu 123 km².
Oblast tvořená údolím řeky se nazývá Čagma. 

## Průběh toku
Pramení na severním svahu Hlavního kavkazského hřebene. Ústí zprava do Thušské Alazani 5,8 km před jejím ústím do Andijského Kojsu.